# Batalla de las Termópilas
La batalla de las Termópilas tuvo lugar durante la segunda guerra médica; en ella una alianza de las póleis  griegas, lideradas por Esparta (por tierra) y Atenas (por mar), se unieron para detener la invasión del Imperio persa de Jerjes I. El lapso de la batalla se extendió siete días, siendo tres los días de los combates. Se desarrolló en el estrecho paso de las Termópilas (cuyo nombre se traduce por "Puertas Calientes" - de θερμός,-ή,-όν 'caliente' y Πύλη,ης 'puerta'; a causa de los manantiales de aguas termales que existían allí), en agosto o septiembre de 480 a. C.
Enormemente superados en número, los griegos detuvieron el avance persa situándose estratégicamente en la parte más angosta del desfiladero (se estima de 10 a 30 metros), por donde no pasaría la totalidad del ejército persa. En esas mismas fechas tenía lugar la batalla de Artemisio, donde por mar los atenienses combatían a la flota de provisiones persa.
La invasión persa fue una respuesta tardía a la derrota sufrida en el 490 a. C. en la primera guerra médica, que había finalizado con la victoria de Atenas en la batalla de Maratón.
Jerjes reunió un ejército y una armada inmensos para conquistar la totalidad de Grecia que, conforme a las estimaciones modernas, estaría compuesto por unos 250 000 hombres, aunque de más de dos millones según Heródoto. Ante la inminente invasión, el general ateniense Temístocles propuso que los aliados griegos bloquearan el avance del ejército persa en el paso de las Termópilas, a la vez que detenían a la armada persa en el estrecho de Artemisio.
Un ejército aliado formado por unos 7000 hombres, aproximadamente, marchó hacia el norte para bloquear el paso en el verano de 480 a. C. El ejército persa llegó al paso de las Termópilas a finales de agosto o comienzos de septiembre.
Durante una semana (tres días completos de combate), la pequeña fuerza comandada por el rey Leónidas I de Esparta bloqueó el único camino que el poderoso ejército persa podía utilizar para acceder a Grecia, en un ancho que no superaba los veinte metros (otras fuentes refieren cien metros). Las bajas persas fueron considerables, no así en el ejército espartano. Al sexto día, un residente local llamado Efialtes traicionó a los griegos mostrando a los invasores un pequeño camino que podían usar para acceder a la retaguardia de las líneas griegas. Sabiendo que sus líneas iban a ser sobrepasadas, Leónidas despidió a la mayor parte del ejército griego, permaneciendo allí para proteger su retirada junto con 300 espartanos, 700 tespios, 400 tebanos y posiblemente algunos cientos de soldados más, la mayoría de los cuales cayeron en los combates.
Tras el enfrentamiento, la armada aliada recibió en Artemisio las noticias de la derrota en las Termópilas. Dado que su estrategia requería mantener tanto las Termópilas como Artemisio, y ante la pérdida del paso, la armada aliada decidió retirarse a Salamina. Los persas atravesaron Beocia y capturaron la ciudad de Atenas, que previamente había sido evacuada. Con el fin de alcanzar una victoria decisiva sobre la armada persa, la flota aliada atacó y derrotó a los invasores en la batalla de Salamina a finales de año.

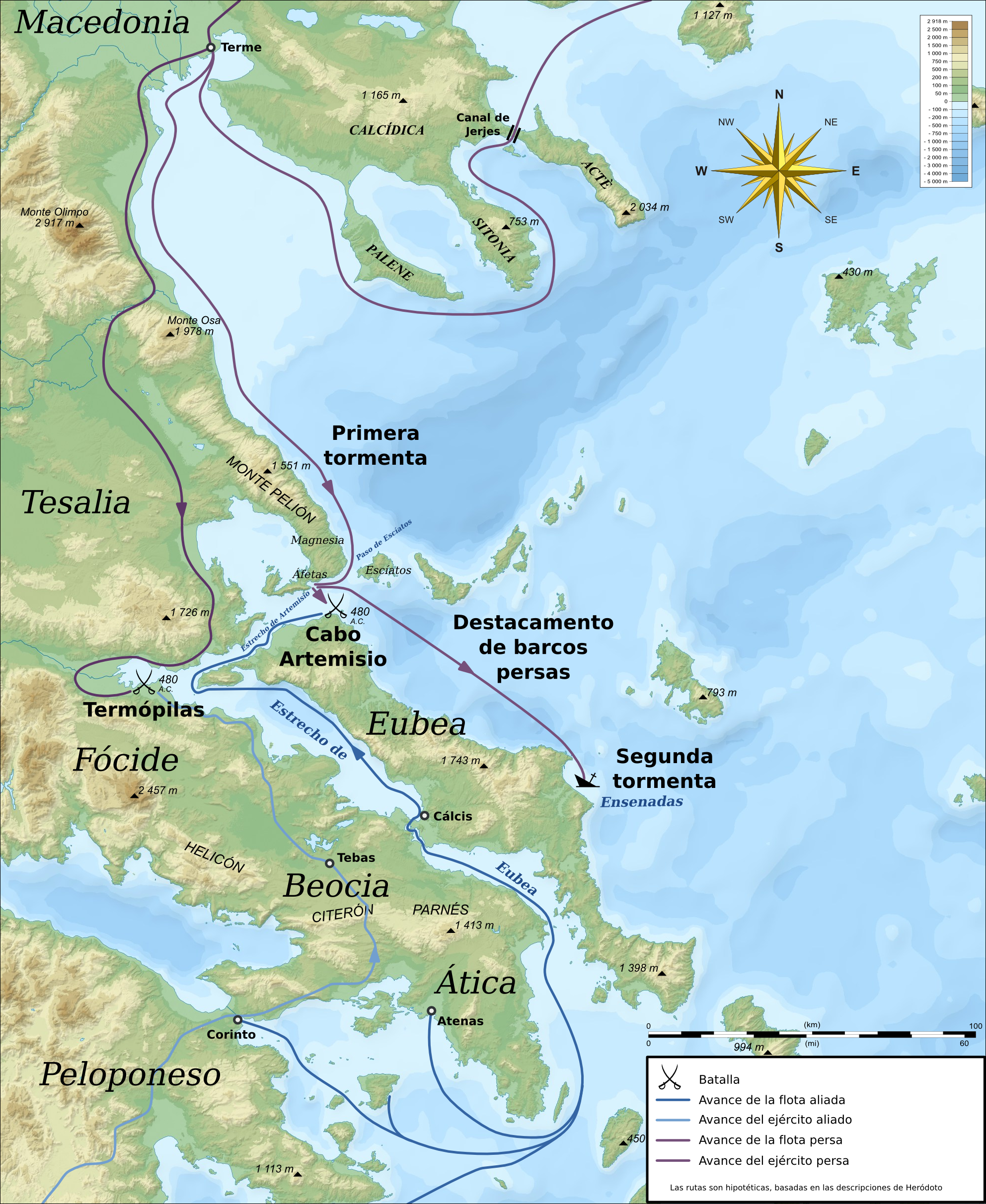
En este mapa se pueden observar los avances griegos y persas hacia las Termópilas y Artemisio. Las líneas sobre el mar marcan las líneas de abastecimiento persa, combatidas por la flota Ateniense.

Temiendo quedar atrapado en Europa, Jerjes se retiró con la mayor parte de su ejército a Asia, dejando al general Mardonio al mando de las tropas restantes para completar la conquista de Grecia. Al año siguiente, sin embargo, los aliados consiguieron la victoria decisiva en la batalla de Platea, que puso fin a la invasión persa.
Tanto los escritores antiguos como los modernos han utilizado la batalla de las Termópilas como un ejemplo del poder que puede ejercer sobre un ejército el patriotismo y la defensa de su propio terreno por parte de un pequeño grupo de combatientes. Igualmente, el comportamiento de los defensores ha servido como ejemplo de las ventajas del entrenamiento, el equipamiento y el uso del terreno como multiplicadores de la fuerza de un ejército, y se ha convertido en un símbolo de la valentía frente a la adversidad insuperable.

## Trasfondo histórico

Mapa de Grecia en el que se muestran las distintas invasiones persas que tuvieron lugar durante las guerras médicas.

La expansión constante de los griegos por el Mediterráneo, tanto hacia oriente como occidente, les llevó a crear colonias y ciudades importantes (como Mileto, Halicarnaso, Pérgamo) en las costas de Asia Menor (hoy Turquía). Estas ciudades pertenecían a la denominada Jonia helénica, la cual fue tomada totalmente por los persas tras la caída del reino de Lidia.
Tras varias rebeliones de estas ciudades contra los persas, se logró un equilibrio, donde finalmente el Imperio aqueménida les concedió un grado de autonomía a cambio de fuertes tributos, a pesar de lo cual los colonos helenos siguieron aspirando a la libertad absoluta. Se sublevaron contra el poder imperial y obtuvieron algunas victorias iniciales, pero conocían su inferioridad ante el coloso asiático, por lo que pidieron ayuda a los griegos continentales. Los espartanos se negaron en un principio, pero los atenienses sí los apoyaron, dando comienzo a las guerras médicas.

### Revuelta de Jonia (499-494 a.C.)
Las ciudades estado de Atenas y Eretria apoyaron la revuelta jónica contra el Imperio persa de Darío I, la cual tuvo lugar entre los años 499 y 494 a. C. Por aquella época, el Imperio persa era todavía relativamente joven y, por tanto, más susceptible de sufrir revueltas entre sus súbditos. Además Darío no había accedido al trono pacíficamente, sino tras asesinar a Gaumata, su predecesor, lo que había supuesto la necesidad de extinguir una serie de levantamientos en su contra. Por todo ello, la revuelta jónica no era un tema menor, sino una verdadera amenaza a la integridad del Imperio, y por ese motivo Darío juró castigar no sólo a los jonios, sino también a todos aquellos que hubiesen estado involucrados en la rebelión, especialmente a aquellos pueblos que no eran parte del Imperio. Además Darío vio la ocasión de expandir su poder hacia el fraccionado mundo de la Antigua Grecia. Por ello, envió una expedición preliminar bajo el mando del general Mardonio en 492 a. C. para asegurar el acercamiento a la tierra griega reconquistando Tracia y obligando al reino de Macedonia (cuna de Alejandro Magno) a convertirse en vasallo de Persia.

### Batalla de Maratón (490 a.C.)
En 491 a. C. Darío envió emisarios a todas las polis de Grecia, solicitando la entrega "del agua y la tierra" como símbolo de sumisión hacia él y tras la demostración de poder persa del año anterior, la mayoría de las ciudades griegas se sometieron. Sin embargo, Atenas juzgó a los embajadores persas y los ejecutó lanzándolos a un foso. En Esparta, simplemente, fueron arrojados a un pozo. Esto provocó que Esparta también estuviera, oficialmente, en guerra con Persia.

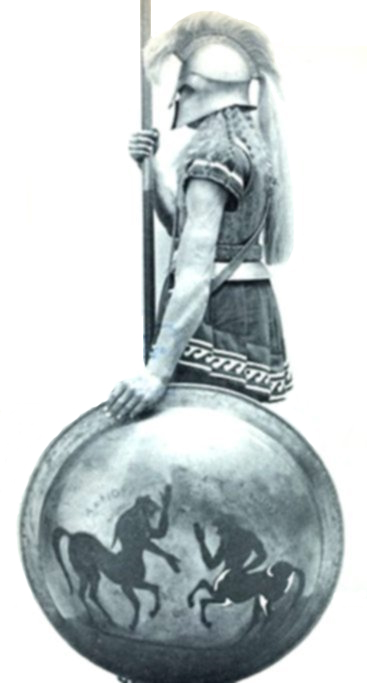
Guerrero espartano. El pelo largo era característico de los hombres de Esparta, según Heródoto, era símbolo de «hombre libre»

Darío comenzó a preparar en 490 a. C. una misión anfibia bajo el mando de Datis y de Artafernes, la cual comenzó con un ataque sobre Naxos y la posterior sumisión de las Cícladas. La fuerza invasora se trasladó luego a Eretria —ciudad de la isla de Eubea—, que asedió y destruyó. Finalmente, se dirigió hacia Atenas y desembarcó en la bahía de Maratón, en donde se encontró con un ejército ateniense al que superaba en número. Sin embargo, en el enfrentamiento de los dos ejércitos en la batalla de Maratón, los atenienses obtuvieron una victoria decisiva que supuso la retirada del ejército persa de Europa y su retorno a Asia. Para esa ocasión los persas habrían contado con un ejército que triplicaba al ateniense, pero sufrió un duro revés.
Esparta no participó en la batalla contra los persas. Atenas, con la finalidad de hacer frente a la invasión, solicitó ayuda a los espartanos para luchar pero, como se ha dicho, el origen del problema residía en las colonias griegas en Asia, y Esparta no había fundado ninguna ni tampoco las había ayudado en la rebelión. Por tanto, los lacedemonios no se sentían implicados. Tanto es así que no acudieron a la batalla de Maratón por estar celebrando las fiestas de Apolo Carneo (llamadas Carneas).
En cualquier caso, y tras la derrota, Darío reaccionó comenzando a reclutar un nuevo ejército de inmenso tamaño, que doblara o quintuplicara al que fue derrotado en Maratón, para poder invadir Grecia. Sin embargo, sus planes se vieron interrumpidos cuando, en 486 a. C., se produjo una revuelta en Egipto que obligó a posponer la expedición. Darío murió durante los preparativos contra Egipto y el trono de Persia pasó a su hijo, Jerjes I, quien aplastó la rebelión egipcia.

## Preludio
Jerjes rápidamente retomó los preparativos para la invasión de Grecia que, al tratarse de una invasión a gran escala, necesitaba una larga planificación que permitiese acumular las provisiones necesarias y reclutar, equipar y entrenar a los soldados.

### Alianza Esparta - Atenas

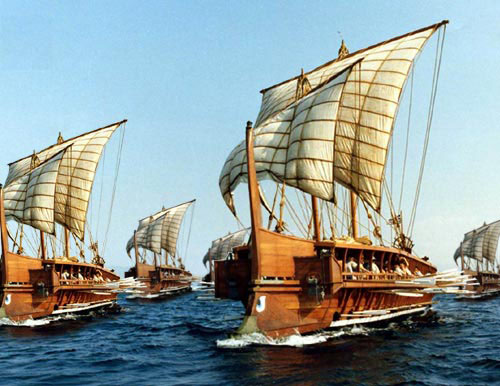
La flota ateniense, al mando del estratega Temístocles, fue decisiva para debilitar los aprovisionamientos persas vía marítima, y crucial en la victoria naval en Salamina. Temístocles había enfrentado a los persas 10 años atrás, en la victoria de la batalla de Maratón

Los atenienses, por su parte, también se habían estado preparando para afrontar una guerra contra Persia desde mediados de la década de los años 480 a. C. Finalmente, en 482 a. C. se tomó la decisión, bajo la guía del estadista ateniense Temístocles, de construir una enorme flota de trirremes, imprescindible para que los griegos pudiesen enfrentarse a los persas. Sin embargo, los atenienses carecían de la capacidad y la población suficiente para enfrentarse al enemigo a un mismo tiempo en tierra y en el mar, por lo que para combatir a los persas necesitaban llegar a una alianza con otras polis de Grecia. En 481 a. C. el emperador Jerjes envió embajadores por toda Grecia solicitando de nuevo "la tierra y el agua", pero omitiendo deliberadamente a Atenas y a Esparta. Sin embargo algunas ciudades fueron alineándose con estos dos estados líderes, para lo cual se celebró un congreso de polis griegas en Corinto a finales del otoño de 481 a. C., del que surgió una confederación aliada de ciudades estado. Esta confederación tenía el poder de enviar emisarios solicitando ayuda y de enviar tropas desde los Estados miembros hasta los puntos de defensa tras haberlo consultado conjuntamente. Este hecho en sí mismo era de gran trascendencia en atención a la desunión que había existido históricamente entre las ciudades estado, y en especial si se tiene en cuenta que muchas de ellas estaban todavía técnicamente en guerra unas con otras.

### El Oráculo de Delfos
La leyenda de las Termópilas, tal y como la cuenta Heródoto, dice que los espartanos consultaron al Oráculo de Delfos ese mismo año sobre el resultado de la guerra. Se dice que el Oráculo dictaminó que, o bien la ciudad de Esparta sería saqueada por los persas, o bien debían sufrir la pérdida de un rey descendiente de Heracles. Heródoto dice que Leónidas, en línea con la profecía, estaba convencido de que se dirigía a una muerte segura, y que por eso eligió como soldados solo a espartanos que contaran con hijos vivos.

### La estrategia griega
La confederación volvió a reunirse en la primavera de 480 a. C. Una delegación tesalia sugirió que los aliados se reunieran en el angosto valle de Tempe, en las fronteras de Tesalia, para bloquear el avance de Jerjes. Se envió una fuerza compuesta por 10 000 hoplitas al valle, considerando que el ejército persa iba a verse obligado a atravesarlo. Sin embargo, una vez ahí fueron avisados por Alejandro I de Macedonia de que el valle podía ser atravesado y rodeado por el paso Sarantoporo, y de que el ejército persa era de un tamaño inmenso, por lo que los griegos se retiraron. Poco después recibieron la noticia de que Jerjes había atravesado el Helesponto.

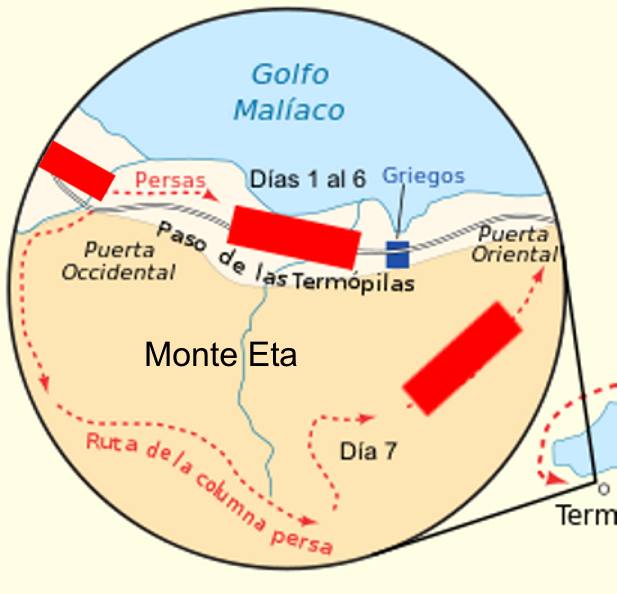
La estrategia de los griegos fue bloquear la invasión persa en un estrecho margen de 15 a 25 metros, siendo imposible para el ejército invasor desplegar la totalidad de sus tropas (250 000-400 000 hombres, según cálculos actuales). Los persas, luego de sufrir cuantiosas bajas, entre 20 mil y 50 mil soldados, en el séptimo día, pasaron por un sendero alternativo (bordeando los montes Anopea y Eta), aniquilando a la guarnición espartana, y continuando hacia Atenas (ya evacuada). Los griegos se agruparon en Corinto (8 km de ancho), impidiendo que Jerjes pasara al Peloponeso y ocupara Esparta

Temístocles sugirió entonces una segunda estrategia a los aliados. La ruta hacia el sur de Grecia (Beocia, Ática y el Peloponeso) exigía que el ejército de Jerjes atravesase el estrechísimo paso de las Termópilas. Este paso podía bloquearse fácilmente con los hoplitas griegos a pesar del abrumador número de soldados persas. Además, y para evitar que los persas superaran la posición griega por mar, los navíos atenienses y aliados podrían bloquear el estrecho de Artemisio. Esta estrategia dual fue finalmente aceptada por la confederación. Sin embargo, las ciudades del Peloponeso prepararon planes de emergencia para defender el istmo de Corinto en el caso de que fuera necesario, a la vez que las mujeres y niños de Atenas fueron evacuados en masa hacia la ciudad peloponesia de Trecén.

### Persia cruza el Helesponto
Jerjes decidió construir puentes sobre el Helesponto para permitir a su ejército atravesar desde Asia hasta Europa, y cavar un canal a través del istmo del monte Athos (canal de Jerjes) para que lo atravesaran sus naves (una flota persa había sido destruida en  492 a. C. mientras rodeaba ese cabo). Estas obras de ingeniería eran operaciones de una gran ambición que estaban fuera del alcance de cualquier otro estado contemporáneo. Finalmente, a comienzos de 480 a. C., se completaron los preparativos para la invasión, y el ejército que Jerjes había reunido en Sardes marchó en dirección a Europa, cruzando el Helesponto sobre dos puentes flotantes. El ejército persa se desplazó a través de Tracia y Macedonia, llegando en agosto a Grecia las noticias de la inminente invasión de los persas.

### Preparativos de Esparta
En aquella época los espartanos, líderes militares de facto de la alianza, estaban celebrando la festividad religiosa de las Carneas. Durante ese festival la actividad militar estaba prohibida por la ley espartana y, de hecho, los espartanos no llegaron a tiempo a la batalla de Maratón por estar celebrando el festival. También se estaban celebrando los Juegos Olímpicos, por lo que debido a la tregua imperante durante su celebración habría sido doblemente sacrílego para los espartanos marchar en su totalidad a la guerra. En esta ocasión, sin embargo, los éforos decidieron que la urgencia era lo suficientemente importante como para justificar el envío de una expedición avanzada para bloquear el paso; expedición que estaría comandada por uno de los dos reyes espartanos, Leónidas I.
Leónidas llevó consigo a 300 hombres de la guardia real, los Hippeis, así como a un número mayor de tropas de apoyo procedentes de otros lugares de Lacedemonia (incluyendo ilotas). La expedición debería intentar agrupar el mayor número posible de aliados sobre la marcha y esperar a la llegada del ejército espartano principal.

Mapa de la batalla de las Termópilas.

En el camino hacia las Termópilas el ejército espartano fue reforzado por contingentes procedentes de diversas ciudades, llegando a alcanzar una cifra superior a los 5000 soldados en el momento en que llegaron a su destino. Leónidas eligió acampar y defender la parte más estrecha del paso de las Termópilas, en un lugar en el que los habitantes de Fócida habían levantado una muralla defensiva algún tiempo atrás. También le llegaron noticias a Leónidas, desde la cercana ciudad de Traquinia, de la existencia de un camino montañoso que podía ser utilizado para rodear el paso de las Termópilas. En respuesta, Leónidas envió a 1000 soldados focidios para que se estacionaran en las alturas y evitasen esta maniobra.
Finalmente el ejército persa fue avistado atravesando el golfo Maliaco y acercándose a las Termópilas a mediados de agosto, y ante este hecho los aliados mantuvieron un consejo de guerra en el que algunos peloponesios sugirieron retirarse hasta el istmo de Corinto para bloquear el paso al Peloponeso. Sin embargo, los habitantes de Fócida y Lócrida, regiones cercanas a las Termópilas, se indignaron por la sugerencia y aconsejaron defender el paso a la vez que enviaban emisarios a pedir más ayuda. Leónidas se mostró de acuerdo con defender las Termópilas.

## Ejércitos

### Persas:250 000soldados

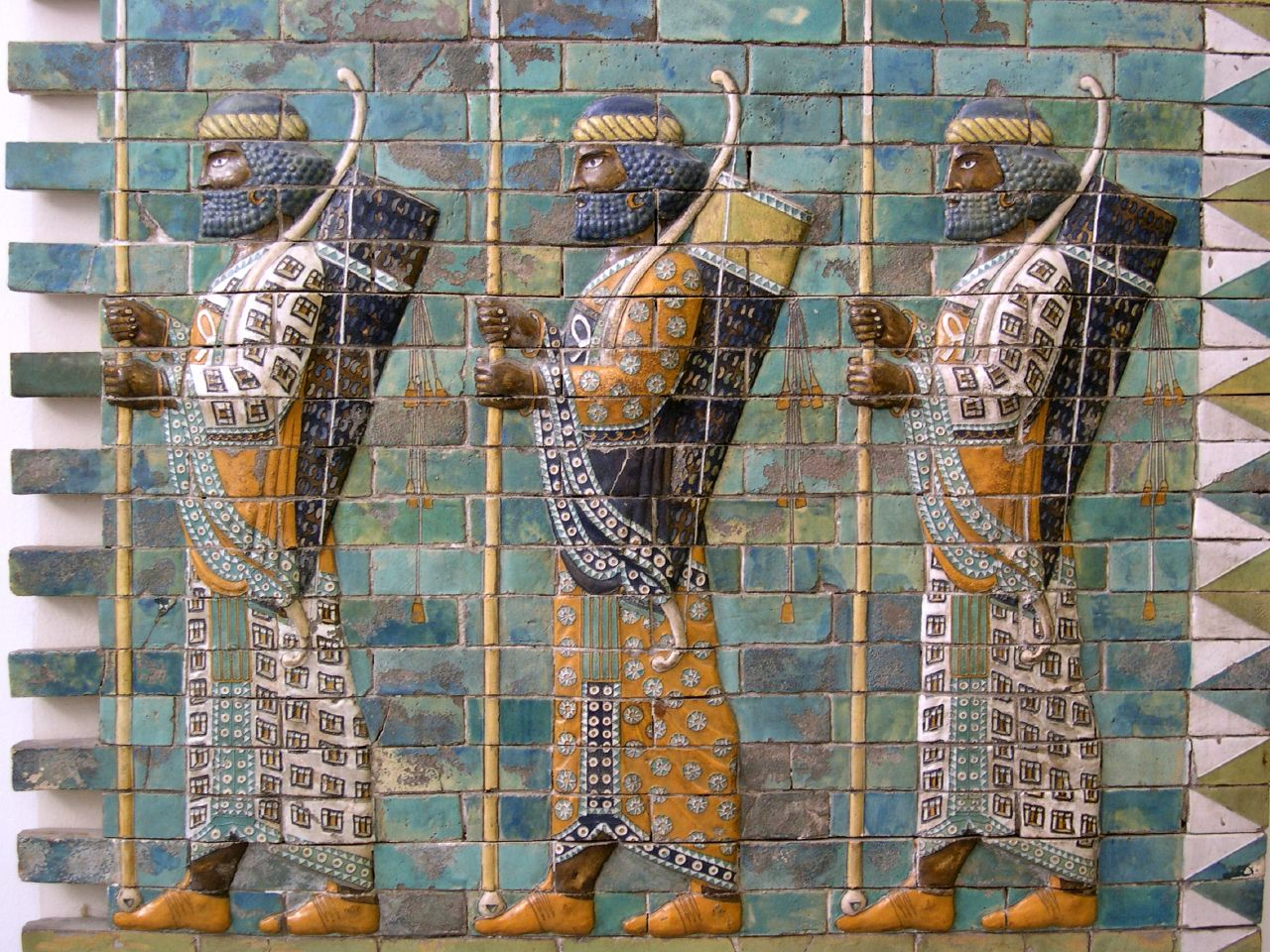
Representación de soldados persas, probablemente del cuerpo de los Inmortales.

Las cifras sobre los soldados reunidos por Jerjes para la segunda invasión de Grecia han sido objeto de interminables discusiones debido al gran tamaño que ofrecen las fuentes clásicas griegas. 
- Heródoto defendía que Jerjes había reunido 2,5 millones de hombres solamente en personal militar, que a su vez iban acompañados por un número equivalente de personal de apoyo.[39]
- El poeta Simónides de Ceos, que era casi contemporáneo, habla de 4 millones.
- Ctesias cifra en 800 000 hombres el tamaño total del ejército de Jerjes.[5]

La historiografía actual considera más o menos realistas los datos sobre los efectivos griegos y, durante muchos años, la cantidad ofrecida por Heródoto sobre los persas no fue puesta en duda. No obstante, a principios del siglo XX el historiador militar Hans Delbrück calculó que la longitud de las columnas para abastecer a una fuerza de combate de millones de hombres sería tan larga que los últimos carros estarían saliendo de Susa cuando los primeros persas llegaran a las Termópilas.
Los historiadores modernos tienden a valorar las cifras de Heródoto y de otras fuentes antiguas como completamente irreales, resultado de cálculos erróneos o exageraciones por parte del bando vencedor. El tema ha sido debatido en profundidad, pero parece que existe un consenso en lo referente al tamaño del ejército, que oscilaría entre los 200 000 y los 300 000 hombres, lo que en cualquier caso sería un ejército colosal para los medios logísticos de la época, Cabe recordar que, si Jerjes retiró el grueso de sus tropas de vuelta a Asia, debió haber dejado en Corinto también un número importante para mantener el asedio, muy superior a los 100 000 hombres. Sean cuales fueran las cifras exactas, sin embargo, lo que sí que parece claro es que Jerjes estaba ansioso por asegurar el éxito de la expedición, para lo cual reunió a un ejército numéricamente muy superior tanto en tierra como en mar al de sus enemigos.
También existen dudas sobre si en las Termópilas se encontraba reunida la totalidad del ejército persa de invasión. No está claro si Jerjes dejó previamente guarniciones de soldados en Macedonia y Tesalia, o si avanzó con todos los soldados disponibles. La única fuente antigua que comenta este punto es Ctesias, que sugiere que 80 000 persas lucharon en las Termópilas.

### Griegos: 7000 soldados
De acuerdo con las cifras que aportan Heródoto y Diodoro Sículo, el ejército aliado estaba compuesto por las siguientes fuerzas:
| Grupo                  | Números según Heródoto       | Números según Diodoro Sículo              |
| ---------------------- | ---------------------------- | ----------------------------------------- |
| Espartanos             | 300                          | 300                                       |
| Lacedemonios/ Periecos | 900                          | 1000                                      |
| ilotas espartanos      | 900                          | -                                         |
| Mantineos              | 500                          | 3000 (peloponesios enviados con Leónidas) |
| Tegeatas               | 500                          | 3000 (peloponesios enviados con Leónidas) |
| Arcadios de Orcómeno   | 120                          | 3000 (peloponesios enviados con Leónidas) |
| Otros arcadios         | 1000                         | 3000 (peloponesios enviados con Leónidas) |
| Corintios              | 400                          | 3000 (peloponesios enviados con Leónidas) |
| Fliuncios              | 200                          | 3000 (peloponesios enviados con Leónidas) |
| Micenos                | 80                           | 3000 (peloponesios enviados con Leónidas) |
| Total Peloponesios     | 3100 o 4000                  | 4000 o 4300                               |
| Tespios                | 700                          | -                                         |
| Melieos                | -                            | 1000                                      |
| Tebanos                | 400                          | 400                                       |
| Focidios               | 1000                         | 1000                                      |
| Locros                 | «Todos los que tenían»       | 1000                                      |
| Total                  | 5200 (o 6100) más los locros | 7400 (o 7700)                             |

- Peloponesios

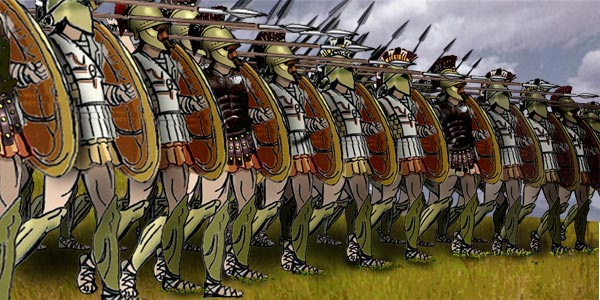
Recreación de una falange griega basada en las fuentes de The Perseus Project.

Diodoro Sículo sugiere la cifra de 1000 lacedemonios y otros 3000 peloponesios, de un total de 4000. Heródoto concuerda con esta cifra en un párrafo, en el que hace mención a una inscripción atribuida a Simónides de Ceos, en la que se afirma que había 4000 peloponesios. Sin embargo, en otro punto del párrafo citado Heródoto reduce la cifra de peloponesios a 3100 soldados antes de la batalla.
El historiador de Halicarnaso también afirma que cuando Jerjes mostró los cadáveres de los griegos al público también incluyó entre ellos los de los ilotas, pero no dice cuántos había ni cuál era la labor en la que servían al ejército.
Por lo tanto, una posible explicación para la diferencia entre estas dos cifras podría ser la existencia de 900 ilotas en la batalla (tres por cada espartano). Si los ilotas estuvieron presentes en la batalla, no existe razón para dudar que sirviesen en su papel tradicional de escuderos de los espartanos. Otra alternativa, sin embargo, es que los 900 soldados de diferencia entre las dos cifras fueran periecos, y que se correspondieran con los 1000 lacedemonios que menciona Diodoro Sículo.
- Lacedemonios

Otra cifra en la que existe cierta confusión es el número de lacedemonios que incluye Diodoro, puesto que no queda claro si los 1000 lacedemonios a los que hace referencia incluyen a los 300 espartanos o no. Por un lado dice que «Leónidas, cuando recibió el mandato, anunció que sólo un millar de hombres le acompañarían en la campaña». Sin embargo, luego dice que «Había, por tanto, un millar de los lacedemonios, y con ellos trescientos espartiatas».
El relato de Pausanias concuerda con las cifras de Heródoto (al que probablemente leyó), salvo por el hecho de que sí que ofrece el número de locros que Heródoto no llegó a estimar. Debido a que residían directamente en el lugar por el que iba a transcurrir el avance persa, los locros aportaron todos los hombres en edad de combatir que poseían. Según Pausanias serían unos 6000 hombres lo que, sumado a la cifra de Heródoto, daría un total de 11 200 soldados aliados.
Muchos historiadores modernos, que normalmente consideran a Heródoto como el autor más creíble, suman los 1000 lacedemonios y los 900 ilotas a los 5200 soldados de Heródoto, obteniendo una estimación de 7100 (o alrededor de 7000) hombres, y rechazan contabilizar los 1000 soldados de Mélida que cita Diodoro y a los locros de Pausanias. Los números cambiaron a lo largo de la batalla, esencialmente cuando la mayor parte del ejército se retiró y sólo permanecieron en el campo de batalla aproximadamente 3000 hombres (300 espartanos, 700 tespios, 400 tebanos, probablemente 900 ilotas y 1000 focidios, sin contar con las bajas sufridas en los días anteriores).

## La batalla

### Primer día
A su llegada a las Termópilas, los persas enviaron a un explorador a caballo para reconocer la zona. Los griegos, que habían acampado a orillas de las termas, le permitieron llegar hasta el campamento, observarles, y partir. Cuando el explorador reportó a Jerjes el diminuto tamaño del ejército griego y que los espartanos, en lugar de estar entrenando rigurosamente, por el contrario realizaban ejercicios de calistenia (relajación) y peinando sus largos cabellos, Jerjes consideró el informe digno de risa. Buscando el consejo de Demarato, un rey espartano exiliado que pretendía territorios en Lacedemonia, este le indicó que los espartanos estaban preparándose para la batalla, y que era su costumbre adornar su pelo cuando estaban a punto de arriesgar sus vidas. Demarato les calificó como los hombres más valientes de Grecia y avisó al rey persa de que pretendían disputarles el paso. Enfatizó que había intentado advertir a Jerjes anteriormente en la campaña, pero que el rey se había negado a creerle, y añadió que si Jerjes lograba sojuzgar a los espartanos, «no hay ninguna otra nación en el mundo que se atreva a levantar la mano en su defensa».
Jerjes envió un emisario para negociar con Leónidas. Ofreció a los aliados su libertad y el título de «amigos del pueblo persa», indicándoles que serían asentados en tierras más fértiles que las que ocupaban en ese momento. Cuando Leónidas rechazó los términos, el embajador le volvió a solicitar que depusiera las armas, a lo que Leónidas respondió con la famosa frase «Ven a buscarlas tú mismo» (en griego Μολών Λαβέ, que literalmente significa «ven y cógelas»).
Heródoto cuenta de la batalla, a propósito del gran tamaño del ejército persa, la famosa anécdota según la cual, en palabras del autor, el más valiente de los griegos fue el espartano Diéneces, pues antes de entablarse el combate dijo a los suyos que le habían dado buenas noticias, pues le habían dicho que los arqueros de los persas eran tantos que «sus flechas cubrían el sol y volvían el día en noche, teniendo entonces que luchar a la sombra » (ὡς ἐπεάν ὁι βάρβαροι ἀπιέωσι τὰ τοξεύματα τὸν ἥλιον ὑπό τοῦ πλήθεος τῶν οῒστών ἀποκρύπτουσι, εἰ ἀποκρυπτόντων τὣν Μήδων τὸν ἥλιον ὑπό σκιή ἔσοιτο πρὸς αυτούς ἡ μάχη καὶ οὐκ ἐν ἡλίω). Diéneces, y los espartanos en general, consideraban el arco como un arma poco honorable, ya que evadía el enfrentamiento cuerpo a cuerpo.
El enfrentamiento se vio retrasado por una milagrosa lluvia torrencial. Y al fracasar la negociación con los espartanos, la batalla se volvió inevitable. Sin embargo, Jerjes retrasó el ataque durante cuatro días, esperando que los aliados se dispersasen ante la gran diferencia de tamaño entre los dos ejércitos, hasta que se decidió finalmente a avanzar.

### Quinto día

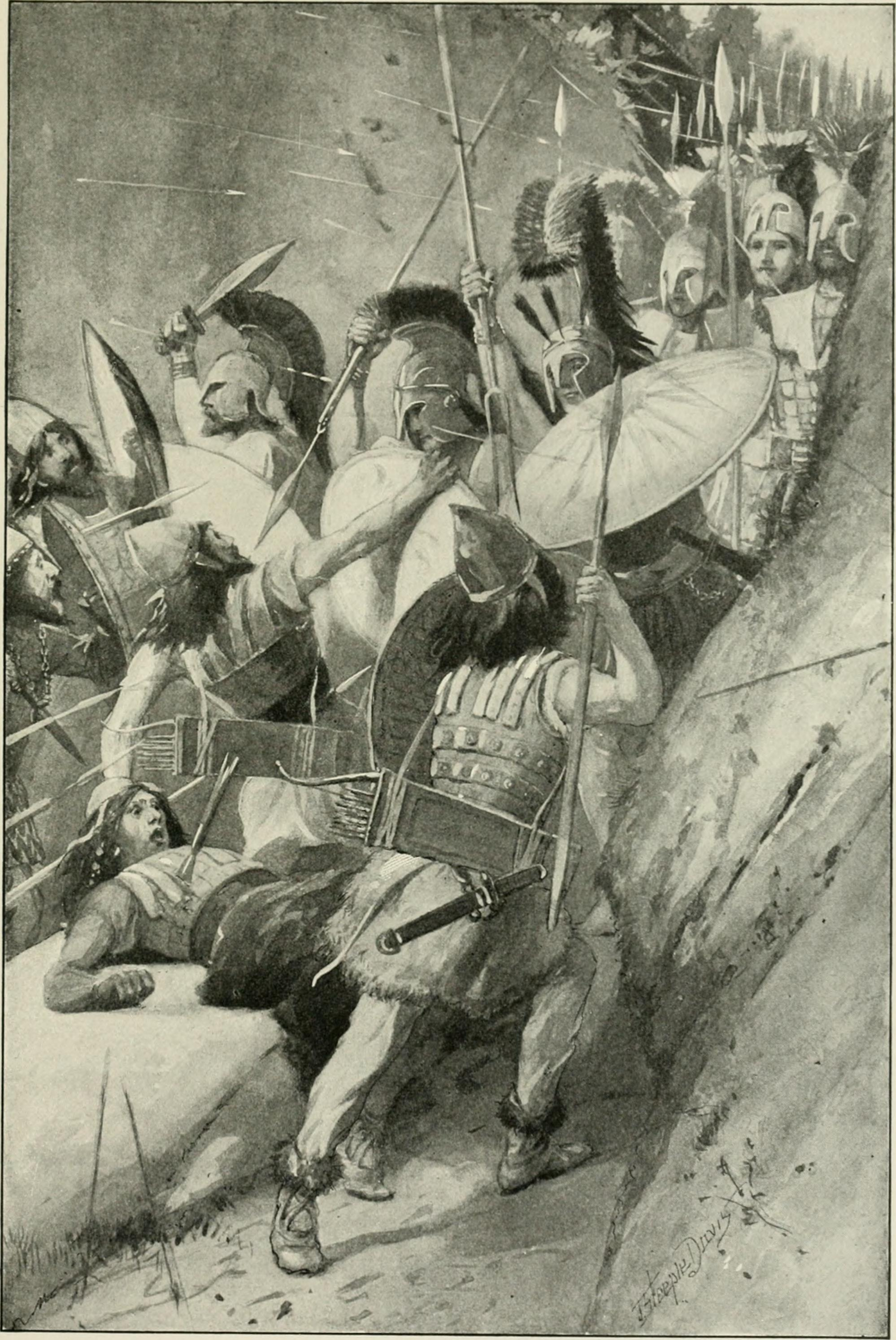
Batalla de Termópilas. Representación que muestra la estrategia tipo «tapón» aplicada por los griegos para detener el avance del inmenso ejército persa, en un ancho de 15 a 50 metros, según fuentes.

En el quinto día a partir de la llegada de los persas a las Termópilas, Jerjes finalmente decidió lanzar un ataque sobre los aliados griegos. Primero envió a los soldados de Media y a los del Juzestán contra los aliados, con instrucciones de capturarlos y llevarlos ante él. Estos contingentes lanzaron un ataque frontal contra la posición griega, que se había situado delante de la muralla focidia, en la parte más estrecha del paso. Sin embargo, se trataba de tropas de infantería ligera, numerosas pero en franca desventaja de armamento y armadura frente a los hoplitas griegos. Al parecer iban armados con escudos de mimbre, espadas cortas y lanzas arrojadizas, poco efectivas contra la muralla de escudos y lanzas largas de los espartanos. La táctica normal del Imperio aqueménida era lanzar una primera oleada que abrumara al enemigo por su número y, si no funcionaba, lanzar a los Inmortales; esta táctica era efectiva en las batallas en el Medio y Lejano Oriente, pero no funcionaba igual de bien contra los griegos, cuyas tácticas, técnicas y armamento eran muy diferentes.
Los detalles sobre las tácticas empleadas son escasos: Diodoro comenta que «los hombres se mantuvieron hombro con hombro» y que los griegos fueron «superiores en valor y en el gran tamaño de sus escudos», lo cual probablemente describe el funcionamiento de la falange griega estándar, en la que los hombres formaban una muralla de escudos y de puntas de lanza y que habría sido altamente efectiva si era capaz de cubrir toda la anchura del paso. Los escudos más débiles y las lanzas más cortas de los persas les impidieron enfrentarse cuerpo a cuerpo y en igualdad de condiciones con los hoplitas griegos. Heródoto afirma también que las unidades de cada ciudad se mantuvieron juntas, y que rotaban entre el frente de batalla y la retaguardia buscando con ello prevenir la fatiga, lo cual implica que los griegos contaban con más hombres de los que eran estrictamente necesarios para bloquear el paso. Según Heródoto, los griegos mataron a tantos persas que se dice que Jerjes se levantó del asiento desde el que observaba la batalla hasta en tres ocasiones. Según Ctesias, la primera oleada fue hecha pedazos con tan sólo dos o tres bajas entre los espartanos.
Según Heródoto y Diodoro, el rey persa, tras haber tomado la medida del enemigo, envió a sus mejores tropas en un segundo asalto ese mismo día: los Inmortales, un cuerpo de soldados de élite formado por 10 000 hombres. Sin embargo, los Inmortales no lograron más de lo que habían hecho los soldados enviados con anterioridad, fracasando en abrir una brecha en las líneas de los aliados. Los espartanos parece que emplearon la táctica de fingir una retirada para después darse la vuelta y matar a los desorganizados soldados persas que corrían en su persecución.

### Sexto día

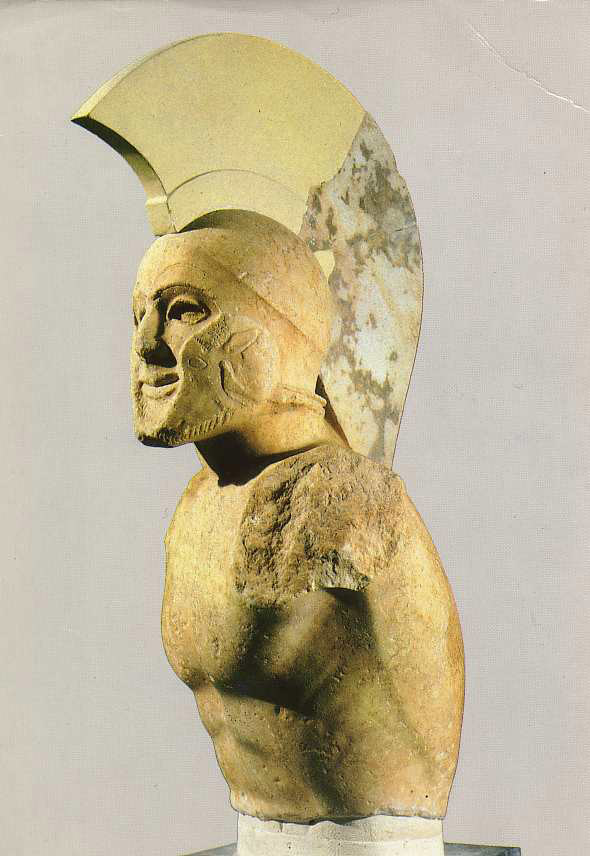
Estatuilla de Leónidas I

En el sexto día, Jerjes envió de nuevo a su infantería para atacar el paso, «suponiendo que sus enemigos, siendo tan pocos, estaban ya incapacitados por las heridas recibidas y no podrían resistir más». Sin embargo, los persas no lograron ningún progreso y el rey persa finalmente detuvo el asalto y se retiró a su campamento, totalmente perplejo.
A finales del segundo día de batalla, y mientras el rey persa estaba valorando qué hacer, recibió la visita de un traidor griego de Tesalia llamado Efialtes que le informó de la existencia del paso montañoso que rodeaba las Termópilas, ofreciéndose a guiarles. Efialtes actuó motivado por el deseo de una recompensa. El nombre Efialtes, tras los hechos relatados, quedó estigmatizado durante muchos años. El nombre se tradujo por «pesadilla», y se convirtió en el arquetipo de «traidor» en Grecia (al igual que ocurre con Judas en el caso de los cristianos).
Heródoto comenta que Jerjes envió a su comandante Hidarnes esa misma noche junto con los hombres bajo su mando, los Inmortales, para que rodeasen a los aliados a través del paso, partiendo de noche. Sin embargo, no dice nada más sobre los hombres que comandaba. Los Inmortales habían sufrido fuertes bajas durante el primer día de batalla, por lo que es posible que Hidarnes recibiera el mando sobre una fuerza incrementada, en la que estuvieran los Inmortales supervivientes y otros soldados. Según Diodoro, Hidarnes contó con una fuerza de 20 000 hombres para esta misión. El paso llevaba desde el este del campamento persa a lo largo de la colina del monte Anopea, lindante al Eta, por detrás de los acantilados que flanqueaban el paso y tenía una ramificación que se dirigía a Fócida, y otra que bajaba hasta el golfo Maliaco en Alpeno, la primera ciudad de Lócrida.
Diodoro añade que Tirrastíadas, un hombre de Cime, escapó de noche del campamento persa y reveló a Leónidas la trama del traquinio. Dicho personaje no es mencionado por Heródoto, para quien los griegos fueron advertidos de la maniobra envolvente de los persas por desertores y por sus propios vigías.
Relata Diodoro que los soldados griegos se lanzaron a un ataque nocturno sobre el campamento persa, en el que causaron una matanza y que Jerjes habría encontrado la muerte de haber estado en su tienda. Heródoto no menciona ese episodio. La fuente de Diodoro tal vez fue Éforo de Cime.

### Séptimo día

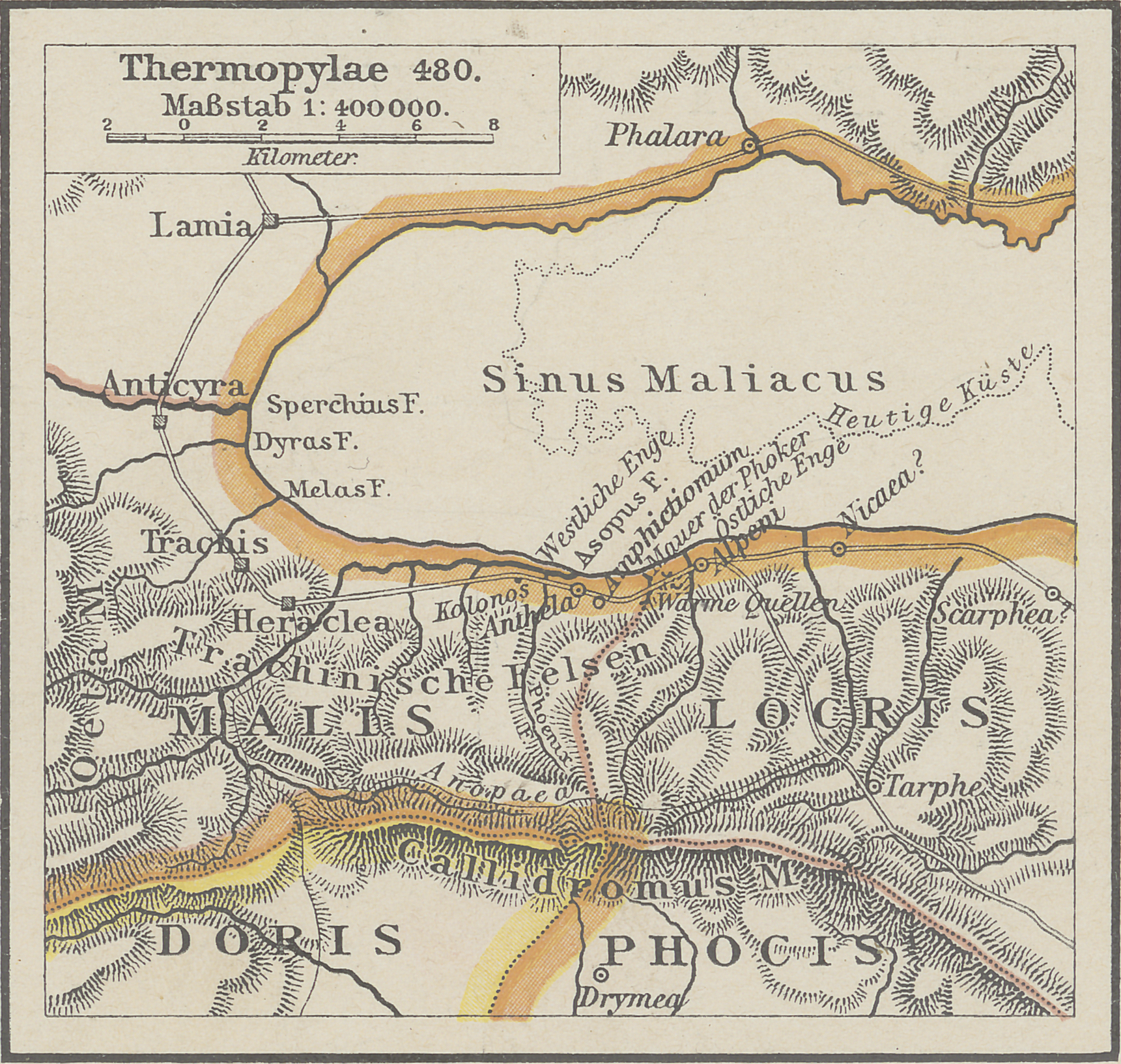
El desfiladero de las Termópilas, pequeño paso que limitaba en un extremo con el golfo Maliaco y en otro con los montes Eta y Calídromo. Comunicaba Lócrida con Tesalia.

Al amanecer del séptimo día (tercero de batalla), los focidios que guardaban el paso sobre las Termópilas se dieron cuenta de la llegada de la columna persa por el crujido de sus pisadas sobre las hojas de los robles. Heródoto dice que se incorporaron de un salto y ciñeron sus armas. Los persas quedaron sorprendidos al verles correr rápidamente para armarse, pues no esperaban encontrarse con ningún ejército en ese lugar. Hidarnes temió que se tratase de los espartanos, pero fue informado por Efialtes de que no lo eran. Los focidios se retiraron a una colina próxima para preparar su defensa asumiendo que los persas habían venido a atacarles, pero los persas, que no querían retrasarse, les acosaron con flechas mientras continuaban su camino, buscando su principal objetivo de rodear al ejército aliado.
Cuando un mensajero comunicó a Leónidas que los focidios no habían podido defender el paso, convocó un consejo de guerra al amanecer. Algunos aliados defendieron la retirada, pero el monarca espartano decidió permanecer en el paso con sus guerreros. Muchos de los contingentes aliados eligieron en ese momento retirarse o les fue ordenado hacerlo por Leónidas (Heródoto admite que existen dudas sobre lo que realmente ocurrió). El contingente de 700 soldados de Tespias, liderados por Demófilo, se negó a retirarse con los demás griegos, y se quedó para luchar. También permanecieron los 400 tebanos, así como probablemente los ilotas que acompañaban a los espartanos.
Las acciones de Leónidas han sido objeto de muchas discusiones. Una afirmación habitual es la que indica que los espartanos estaban obedeciendo las leyes de Esparta al no retirarse, pero parece que fue precisamente la no retirada en las Termópilas lo que hizo nacer la creencia de que los espartanos no se retiraban nunca. También es posible (y era la creencia de Heródoto) que, recordando las palabras del Oráculo de Delfos, Leónidas estuviese decidido a sacrificar su vida para salvar a Esparta. La respuesta que recibieron de labios de la Pitia fue que Lacedemón sería devastada por los bárbaros o que su rey moriría. 

Mirad, habitantes de la extensa Esparta,

o bien vuestra poderosa y eximia ciudad es arrasada por los descendientes de Perseo, o no lo es;

pero, en ese caso, la tierra de Lacedemón llorará la muerte de un rey de la estirpe de Heracles.

Pues al invasor no lo detendrá la fuerza de los toros o de los leones, ya que posee la fuerza de Zeus.

Proclamo, en fin, que no se detendrá hasta haber devorado a una u otro hasta los huesos.

Sin embargo, dado que la profecía no hacía mención específica a Leónidas, parece una débil razón como para justificar que cerca de 1500 hombres luchasen también hasta la muerte.
La teoría que quizá ofrece más credibilidad es aquella que afirma que Leónidas eligió formar una retaguardia con el fin de proteger la retirada del resto del contingente aliado. Si todas las tropas se hubiesen retirado al mismo tiempo, los persas habrían podido atravesar el paso de las Termópilas rápidamente con su caballería para luego dar caza a los soldados en retirada. Por otro lado, si todos hubieran permanecido en el paso habrían sido rodeados y totalmente masacrados. Con la decisión de una retirada parcial, Leónidas podría salvar a más de 3000 hombres, que podrían continuar la lucha más adelante.
También ha sido objeto de discusión la decisión de los tebanos. Heródoto sugiere que fueron llevados a la batalla en calidad de rehenes para asegurar el buen comportamiento de Tebas en la guerra. Sin embargo, y como ya Plutarco apuntó, eso no explicaría por qué no se les envió de vuelta con el resto de los aliados. Lo más probable es que se tratase de tebanos leales que, contrariamente a la mayoría de tebanos, se opusiesen a la dominación persa. Es probable que, por ello, acudieran a las Termópilas por su propia voluntad y permanecieran hasta el final porque no podían volver a Tebas si los persas conquistaban Beocia.
Los tespios, por su parte, que no estaban dispuestos a someterse a Jerjes, se enfrentaban a la destrucción de su ciudad si los persas tomaban Beocia, aunque este hecho por sí solo tampoco explica que permanecieran ahí, teniendo en cuenta que Tespias había sido evacuada con éxito antes de que los persas llegaran. Parece que los tespios se ofrecieron voluntarios como un simple acto de sacrificio, lo cual es todavía más asombroso si se tiene en cuenta que su contingente representaba todos los soldados hoplitas que su ciudad podía reunir. Esto parece un rasgo de los tespios: en al menos otras dos ocasiones en la historia un ejército tespio se sacrificaría en una lucha a muerte.

#### Final
Al amanecer Jerjes realizó una libación religiosa, esperó para dar a los Inmortales tiempo suficiente para finalizar el descenso por la montaña, y luego comenzó su avance. Los aliados en esta ocasión avanzaron más allá de la muralla para hacer frente a los persas en la zona más ancha del paso, intentando con ello incrementar las bajas que pudieran infligir al ejército persa. Lucharon con sus lanzas hasta que todas ellas estuvieron rotas por el uso y luego utilizaron sus xifos (espadas cortas). Heródoto cuenta que en la lucha cayeron dos hermanos de Jerjes: Abrocomes e Hiperantes. Leónidas también murió en la lucha y los dos bandos pelearon por hacerse con su cuerpo, consiguiéndolo finalmente los griegos. A medida que se aproximaban los Inmortales, los aliados se retiraron y se hicieron fuertes en una colina tras la muralla. Los tebanos, «se alejaron de sus compañeros y, con las manos levantadas, avanzaron hacia los bárbaros» (según la traducción de Rawlinson), pero todavía mataron a algunos antes de aceptar su rendición. El rey persa más tarde haría que los prisioneros tebanos recibieran la marca real. Del resto de defensores, Heródoto dice:

Aquí se mantuvieron hasta el final, aquellos que todavía tenían espadas usándolas, y los otros resistiendo con sus manos y sus dientes.
Heródoto

Derribado parte del muro, Jerjes ordenó rodear la colina y los persas hicieron llover flechas sobre los defensores hasta que todos los griegos estuvieron muertos. Cuando los persas se hicieron con el cuerpo de Leónidas, Jerjes, furioso, ordenó que se le cortase la cabeza al cadáver y que su cuerpo fuese crucificado. Heródoto hace la observación de que este trato era muy poco común entre los persas, que tenían el hábito de tratar con gran honor a los soldados valientes. Tras la partida de los persas, los aliados recuperaron los cadáveres de sus soldados y los enterraron en la colina. Casi dos años después cuando finalizó la invasión persa, se erigió una estatua en forma de león en las Termópilas, para conmemorar a Leónidas. Cuarenta años después de la batalla los huesos de Leónidas fueron llevados de vuelta a Esparta, en donde fue enterrado de nuevo con todos los honores. Se celebraron juegos funerarios anuales en su memoria.
En 1939, el arqueólogo Spyridon Marinatos descubrió excavando en las Termópilas un gran número de puntas de flecha de bronce de estilo persa en la colina Kolonos, lo que hizo que se modificaran las teorías acerca de la colina en la que habían muerto los aliados, puesto que antes de la excavación se creía que se trataba de otra más pequeña y cercana a la muralla. Finalmente, el paso de las Termópilas quedó abierto para el ejército persa.

#### Bajas
Según Heródoto, la batalla supuso un coste en vidas 
- Persia: 20 000 bajas.[90]
- Aliados griegos: 2000 bajas.[91]

Heródoto dice en un momento de su relato que murieron 4000 aliados, pero asumiendo que los focidios que guardaban el paso montañoso no murieron en la batalla (como Heródoto insinúa), por lo que ese número es probablemente demasiado alto; se puede estimar entonces un total de 2000 bajas.

## Consideraciones estratégicas y tácticas

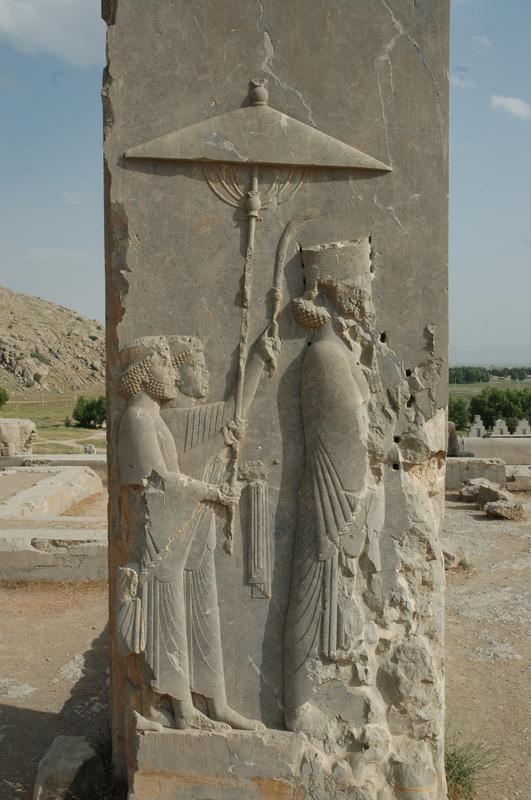
Imagen de Jerjes I en un relieve en su palacio de Persépolis, en la actual Irán, país que ha mantenido el culto persa hasta nuestros días.

Desde un punto de vista estratégico, la defensa de las Termópilas suponía para los aliados la mejor forma posible de emplear sus fuerzas. Si lograban evitar que el ejército persa se internara dentro de Grecia, no tendrían necesidad de buscar una batalla decisiva, y podrían simplemente permanecer a la defensiva. Además, y con la defensa de dos pasos estrechos como las Termópilas y Artemisio, la inferioridad numérica de los aliados era menos problemática. Por su parte, los persas se enfrentaban al problema de aprovisionamiento de un ejército tan grande, lo que significaba que no podían permanecer en un mismo lugar durante mucho tiempo. Los persas, por tanto, se veían obligados a retirarse o avanzar, y avanzar implicaba atravesar las Termópilas por la fuerza.
Tácticamente, el paso de las Termópilas era ideal para el tipo de lucha del ejército griego: la estrechez del paso anulaba la diferencia numérica, y la formación de falange hoplita de los helenos podría ser capaz de bloquear el estrecho paso con facilidad y, al tener los flancos cubiertos, no se veía amenazada por la caballería enemiga. En esas circunstancias la falange supondría un enemigo muy difícil de superar para la infantería ligera persa, equipada con una panoplia mucho más ligera y por tanto menos protectora. Además, las largas dory de la falange (lanzas de falange, no tan largas como las sarissas utilizadas por el ejército de Alejandro Magno) podrían ensartar a los enemigos antes incluso de que estos pudieran tocarlos, tal y como había sucedido en la confrontación de la batalla de Maratón. Por consiguiente, la lucha no tenía inicialmente por qué ser suicida, dado que había posibilidades reales de mantener la posición.
Por otro lado, el principal punto débil que ofrecía el campo de batalla elegido por los aliados era el pequeño paso montañoso que transcurría en paralelo a las Termópilas, y que permitía que el ejército fuese sobrepasado por el flanco y, por lo tanto, rodeado. Aunque probablemente este flanco no era practicable para la caballería, la infantería persa podría atravesarlo con facilidad (y más cuando buena parte de los soldados persas estaban familiarizados con la lucha en terreno montañoso). Leónidas era consciente de la existencia de este paso gracias al aviso de los habitantes de Traquinia, por lo que posicionó a un destacamento de soldados focenses para que lo bloquearan.

### Topografía del campo de batalla

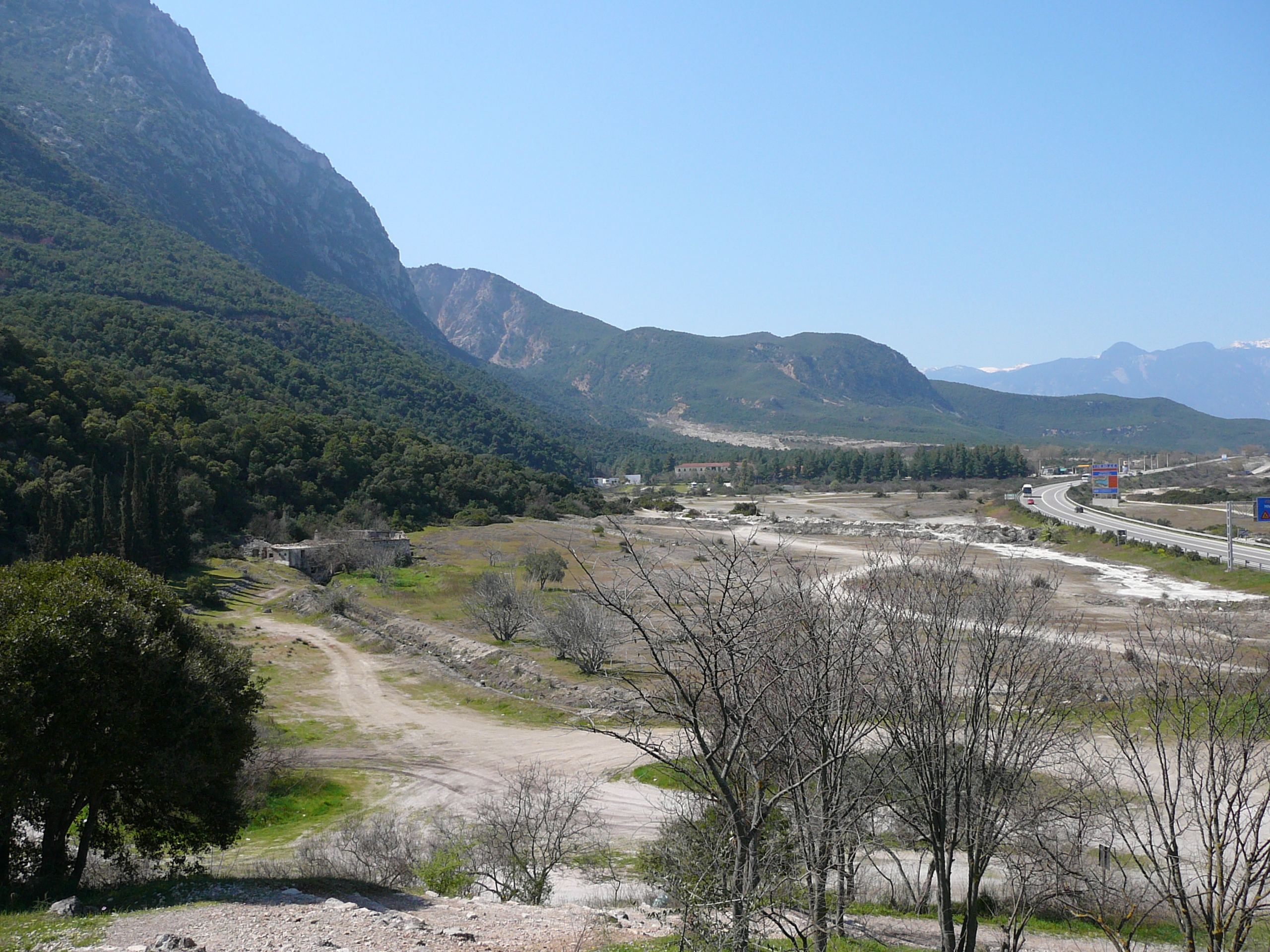
Paso de las Termópilas. La línea de la costa en tiempos de la batalla se encontraba donde ahora pasa la carretera, o incluso más cerca de las montañas.

En la época en la que tuvo lugar la batalla, el paso de las Termópilas consistía en un desfiladero a lo largo de la costa del golfo Maliaco tan estrecho que no podían atravesarlo dos carros al mismo tiempo. Al sur el paso lindaba con unos grandes acantilados, mientras que al norte se encontraba el propio golfo Maliaco. A lo largo del paso había tres pasos más estrechos o «puertas» (pylai), y en la puerta central se erigía una muralla que había sido construida por los focidios en el siglo anterior para defenderse de las invasiones procedentes de Tesalia. El lugar recibía el nombre de «Puertas Calientes» debido a los manantiales de agua caliente que se podían encontrar en ese lugar.
Hoy en día el paso ya no se encuentra cerca del mar, sino varios kilómetros tierra adentro, lo cual se debe a la sedimentación que se ha ido produciendo en el golfo Maliaco. El viejo camino se encuentra al pie de las colinas que rodean la llanura, flanqueada por una carretera moderna. No obstante, se han tomado muestras de la composición del terreno que indican que en la época en la que tuvieron lugar los hechos el paso sólo tenía unos 100 metros de ancho y que el agua alcanzaba el nivel de las puertas. Por otro lado, el paso ha seguido siendo utilizado como posición defensiva natural por ejércitos modernos, como por ejemplo durante la batalla de las Termópilas de 1941.

## Después de Termópilas: bloqueo griego en Corinto

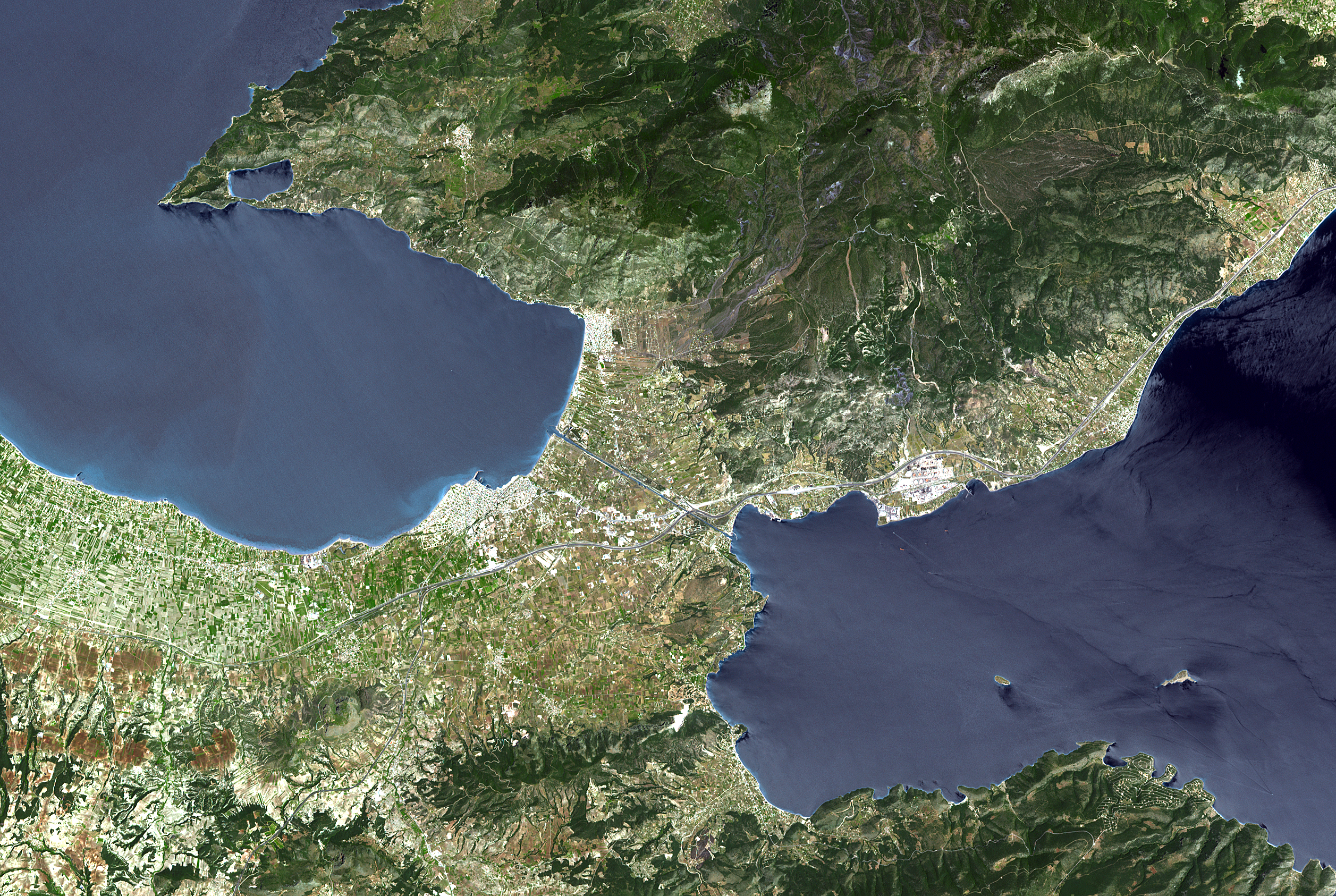
Luego del paso del ejército persa por las Termópilas, y de apoderarse de todas las ciudades del Ática (Atenas, Tebas, Templo de Delfos, ya evacuadas), los griegos se refugiaron al sur, en el Peloponeso, y emplearon un último «tapón» defensivo en el istmo de Corinto, de unos 6 km de ancho. Las fuerzas griegas resistieron allí casi un año, derrotando al ejército persa.

Con las Termópilas abiertas al paso del ejército persa, resultó ya innecesario continuar el bloqueo de Artemisio. Por lo tanto, finalizó la batalla naval que transcurría allí de forma simultánea y que se había quedado en tablas, y la flota aliada pudo retirarse en orden hasta el golfo Sarónico, en donde ayudaron a transportar a la población ateniense que quedaba hasta la isla de Salamina.
Tras atravesar las Termópilas, el ejército persa prosiguió su avance, saqueando e incendiando Platea y Tespias, ciudades de Beocia que no se habían sometido a los persas, para luego marchar sobre la ciudad de Atenas, que ya había sido evacuada por aquel entonces. Mientras tanto, los aliados, en su mayoría del Peloponeso, prepararon la defensa del istmo de Corinto, demoliendo la única carretera que lo atravesaba y construyendo una muralla que lo cruzaba. Corinto era el último bastión estratégico para resistir, y allí estaban los aliados de todas las ciudades griegas del Peloponeso y ciudades evacuadas, arrasadas por los persas. Como en el caso de las Termópilas, para que esta estrategia fuese efectiva se requería que la armada aliada bloquease simultáneamente a la flota persa, impidiéndole el paso a través del golfo Sarónico, para evitar que las tropas persas simplemente desembarcaran pasado el istmo, en el Peloponeso. Sin embargo, en lugar de un mero bloqueo, Temístocles persuadió a los aliados para que buscaran una victoria decisiva contra la flota persa. Engañaron a los persas para que llevasen su armada hacia los estrechos de Salamina, en donde los aliados consiguieron destruir gran parte de sus naves en la batalla de Salamina, que acabó con la amenaza sobre el Peloponeso.
Jerjes, temiendo que los griegos atacasen los puentes del Helesponto y que pudieran dejar atrapado a su ejército en Europa, se retiró con gran parte del mismo de vuelta a Asia. Dejó un ejército de unos 150 000 hombres de fuerzas escogidas al mando de Mardonio, para que completaran la conquista a lo largo del año siguiente. Los persas tomaron estratégicamente el principal abastecimiento de agua de los griegos. Y ofrecieron propuestas de negociación, utilizando al macedonio Alejandro I como «rehén diplomático», quien algunas fuentes coinciden en que informó a los griegos del momento justo para atacar en Platea. La negativa de rendición era absoluta, y los griegos rechazaron todo tipo de propuestas, los aliados finalmente llevaron a Mardonio a una batalla, por lo que marcharon sobre el Ática. Mardonio se retiró a Beocia para llevar a los griegos a terreno abierto y los dos bandos acabaron enfrentándose cerca de la ciudad de Platea. Allí tuvo lugar la batalla de Platea, en la que los griegos obtuvieron una victoria decisiva, matando a Mardonio (un proyectil espartano), y destruyendo al ejército persa, finalizando con esto la invasión de Grecia. Mientras tanto, en la casi simultánea batalla naval de Mícala, los griegos destruyeron también lo que quedaba de la flota persa, reduciendo con ello la amenaza de futuras invasiones.
No obstante, durante el transcurso de la invasión los ejércitos de Jerjes causaron serios daños a las ciudades griegas y muchas de ellas fueron quemadas y arrasadas, como le sucedió a la propia Atenas, que fue pasto de las llamas, incluyendo los principales templos de su Acrópolis.

## Significación histórica
Desde el punto de vista militar, aunque la batalla no fue demasiado significativa en el contexto de la invasión persa, sí que tiene alguna significatividad especial, basándose en lo acontecido durante los dos primeros días de lucha. En efecto, la capacidad de los defensores se usa como ejemplo de las ventajas que aporta el entrenamiento, el equipamiento y el buen uso del terreno como multiplicadores de la fuerza militar de un ejército.
La batalla de las Termópilas es una de las batallas más famosas de la antigüedad, referida repetidamente tanto en la cultura antigua, como en la reciente y contemporánea. En Occidente, al menos, son los griegos los que reciben las alabanzas por su actitud en la batalla. Sin embargo, y dentro del contexto de la invasión persa, las Termópilas fue sin ningún género de dudas una grave derrota para los aliados, que supuso desastrosas consecuencias para los griegos.
Con todo, y como defiende el profesor Peter Green: «En cierto sentido, las victorias últimas de Salamina y Platea no habrían sido posibles sin aquella derrota espléndida e inspiradora». Así pues, por el impulso moral que le dio a los legitimistas griegos, fue una derrota, aunque resulte difícil de entender, hasta cierto punto "necesaria".
Cualquiera que hubiese sido el objetivo de los aliados, es presumible que su estrategia no fuese la rendición de toda Beocia y Ática a los persas. Por ello, probablemente no se puedan sostener las lecturas de la batalla de las Termópilas en las que se considera un intento exitoso de retrasar la acción persa, dando tiempo suficiente a los aliados para prepararse para la batalla de Salamina, ni aquellas que sugieren que las bajas persas fueron tantas que supuso un gran golpe moral para ellos (sugiriendo que los persas obtuvieron una victoria pírrica).
La teoría según la cual la batalla de las Termópilas dio tiempo suficiente a los aliados para prepararse para Salamina ignora el hecho de que la armada aliada se encontraba al mismo tiempo luchando y sufriendo bajas en la batalla de Artemisio. Es más, comparado con el tiempo probable que transcurrió entre las Termópilas y Salamina, el tiempo durante el cual los aliados fueron capaces de mantener la posición en las Termópilas frente a los persas no es particularmente significativo. Parece claro que la estrategia aliada era mantener bloqueados a los persas en las Termópilas y en Artemisio y que, al fallar en su objetivo, sufrieron una dura derrota. La posición griega en las Termópilas, a pesar de encontrarse en una gran inferioridad numérica, era casi inexpugnable. Si hubieran sido capaces de mantener la posición durante más tiempo, es posible que los persas hubiesen tenido que retirarse por falta de agua y comida. Por ello, y a pesar de las bajas, forzar el paso por las Termópilas fue una clara victoria persa, tanto desde el punto de vista táctico como estratégico. La retirada con éxito de la mayor parte de las tropas griegas, pese a ser una inyección de moral, no fue de ningún modo una victoria, aunque redujo un poco la magnitud de la derrota.
La fama de las Termópilas deriva por lo tanto no de su efecto en el resultado final de la guerra, sino en el ejemplo inspirador que supuso. La batalla es famosa por causa del heroísmo de los soldados que se quedaron en la retaguardia pese a saber que su posición estaba perdida y que se enfrentaban a una muerte segura. Desde entonces, los eventos que tuvieron lugar en las Termópilas han sido objeto de alabanzas desde multitud de fuentes. Una segunda razón que sirvió como un ejemplo histórico de un grupo de hombres libres luchando por su país y su libertad:

Por ello, casi inmediatamente, los griegos contemporáneos vieron las Termópilas como una lección moral y cultural crítica. En términos universales, un pequeño grupo de hombres libres habían luchado contra un inmenso número de enemigos imperiales que luchaban bajo el látigo. Más especialmente, la idea occidental de que los soldados decidían dónde, cómo y contra quién luchaban contrastaba con la noción oriental del despotismo y la monarquía - probándose la libertad como la idea más fuerte ante la mayor valentía mostrada por los griegos en las Termópilas, atestiguada por las posteriores victorias en Salamina y Platea.

Si bien este paradigma del «hombre libre» contra los «esclavos» podría verse como una generalización demasiado burda, es sin embargo cierto que muchos comentaristas han usado las Termópilas para ilustrar este punto.

## Consecuencias
Luego de la expulsión de los persas, las ciudades griegas tuvieron un arduo y costoso trabajo de reconstrucción. Y pese a la lección del trabajo militar en conjunto, a los pocos años volvieron a estar enfrentadas entre sí Atenas y Esparta. Después de 130 años de esta batalla, las polis griegas consideraron retomar la idea de un plan de acción para liberar a las ciudades en Jonia y varias islas, en manos de Persia: la Liga de Corinto (337 a. C.). Como continuación de las guerras médicas, fue una venganza de los griegos por la destrucción sufrida, bajo el liderazgo de Macedonia (ex vasallo de los persas), donde emergió Alejandro Magno para poner en marcha este plan, no solo liberando a Jonia, sino también Egipto, arrebatándole la totalidad del imperio a la poderosa Persia hasta los confines de la India (334 al 323 a. C.). Así fue como Persia dejó de existir como imperio definitivamente a manos de los griegos, sus antiguos vasallos. Este es el período llamado helenístico.

## Legado

### Monumentos
Se han erigido diversos monumentos alrededor del lugar en el que tuvo lugar la batalla de las Termópilas.

#### Epitafio de Simónides

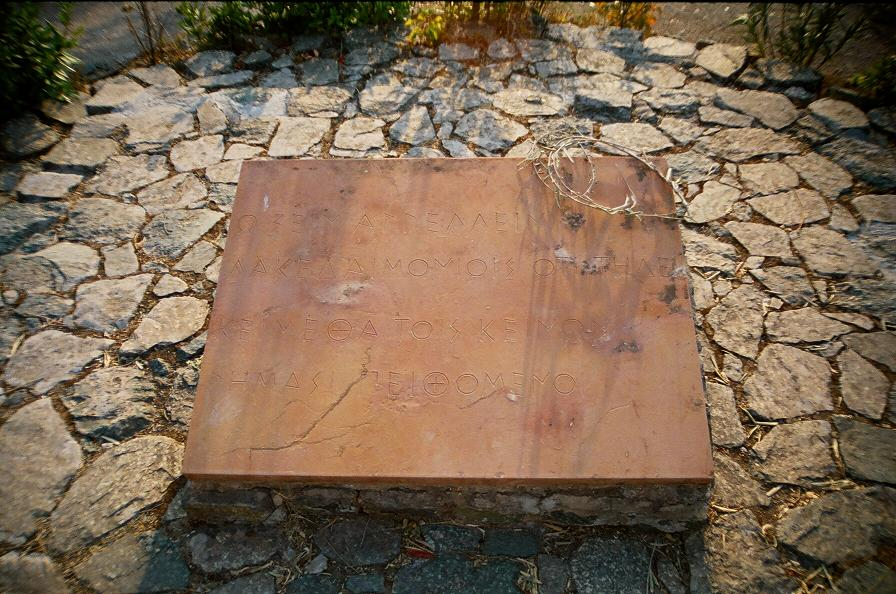
Epitafio con el epigrama de Simónides.

El poeta griego Simónides de Ceos compuso un conocido epigrama que fue utilizado como epitafio en una piedra conmemorativa colocada encima del montículo funerario dedicado a los espartanos que lucharon en las Termópilas, en lo que también es la colina en la que murió el último de ellos. No obstante, la piedra original no se ha preservado hasta nuestros días, sino que el epitafio aparece en una nueva piedra que fue erigida en 1955. El texto, según Heródoto, decía así:

Ὦ ξεῖν’, ἀγγέλλειν Λακεδαιμονίοις ὅτι τῇδε
κείμεθα, τοῖς κείνων ῥήμασι πειθόμενοι
Cuenta a los Lacedemonios, viajero, que, cumpliendo sus órdenes, aquí yacemos.

#### Monumento a Leónidas
Adicionalmente, se puede encontrar en el lugar de la batalla un monumento moderno erigido en honor a Leónidas, el rey espartano, consistente en una estatua de bronce que representa al monarca. Una leyenda bajo la estatua dice, simplemente, «Μολών λαβέ», la famosa frase con la que Leónidas rechazó cualquier acuerdo de paz, y en la metopa inferior se representan escenas de la batalla. Las dos estatuas de mármol, a la izquierda y a la derecha del monumento, representan, respectivamente, el río Eurotas y el monte Taigeto, que representan la geografía de Esparta.

#### Monumento a los tespios
En 1997 el gobierno de Grecia inauguró oficialmente un segundo monumento dedicado a los 700 tespios que lucharon hasta el final con los espartanos. El monumento está erigido sobre una piedra de mármol, y consiste en una estatua de bronce que simboliza al dios Eros, que era adorado en la antigua Tespias. Bajo la estatua se puede leer en un letrero la leyenda «En memoria de los setecientos tespios».
Una placa bajo la estatua explica su simbolismo:
- El hombre sin cabeza simboliza el sacrificio anónimo de los 700 tespios por su país.
- El pecho estirado simboliza la lucha, la galantería, la fuerza, la valentía y el coraje.
- El ala en posición abierta simboliza la victoria, la gloria, el alma, el espíritu y la libertad.
- El ala rota simboliza el sacrificio voluntario y la muerte.
- El cuerpo desnudo simboliza al dios Eros, el más importante para los antiguos tespios, el dios de la creación, la belleza y la vida.

El monumento se encuentra ubicado al lado del monumento en honor a los espartanos.

### Leyendas asociadas a la batalla
El colorido relato de Heródoto ofrece gran cantidad de conversaciones e incidentes que son imposibles de verificar, pero forman parte integral de la leyenda de la batalla. A menudo demuestran el estilo de hablar lacónico e ingenioso de los espartanos.
Por ejemplo, Plutarco recoge en su obra Moralia, dentro de los dichos de las mujeres espartanas, que la mujer de Leónidas, Gorgo, preguntó a su marido cuando este partía hacia las Termópilas qué debía hacer si él no volvía, a lo que Leónidas contestó «Cásate con un buen hombre y ten buenos hijos».
Heródoto también describe el momento en que la embajada persa es recibida por Leónidas. El embajador le dijo que Jerjes le ofrecería ser el señor de toda Grecia si se unía él, a lo que Leónidas respondió: «Si tuvieras algún conocimiento de las cosas nobles de la vida, os abstendríais de codiciar las posesiones de otros; pero para mí morir por Grecia es mejor que ser el único gobernante de la gente de mi raza». Entonces el embajador le exigió más firmemente que depusiese sus armas, a lo que Leónidas dio su famosa respuesta: Molon labe, «Ven y cógelas».
Sin embargo, la frase de Leónidas no es la única frase de carácter lacónico que recoge Heródoto en su relato. Según el autor, cuando un soldado espartano llamado Diéneces fue informado de que el ejército persa era tan grande, y sus arqueros tan numerosos, que sus flechas eran capaces de «bloquear el sol», este sin inmutarse contestó, «Todavía mejor (...) entonces lucharemos la batalla en la sombra».
Tras la batalla, y de nuevo según Heródoto, Jerjes tuvo curiosidad acerca de qué era lo que los griegos habían querido hacer (presumiblemente ante el número tan pequeño de fuerzas que habían enviado), e hizo que unos desertores de Arcadia fueran interrogados en su presencia. La respuesta fue que todos los demás hombres estaban participando en los Juegos Olímpicos y, cuando Jerjes preguntó cuál era el premio para el ganador, la respuesta fue «una rama de olivo». Al escuchar esto, un general persa llamado Tigranes exclamó, «¡Por los dioses! Mardonio, ¿qué tipo de gente son éstos contra los que nos has traído a luchar? ¡No compiten por riquezas sino por honor!».

## Fuentes

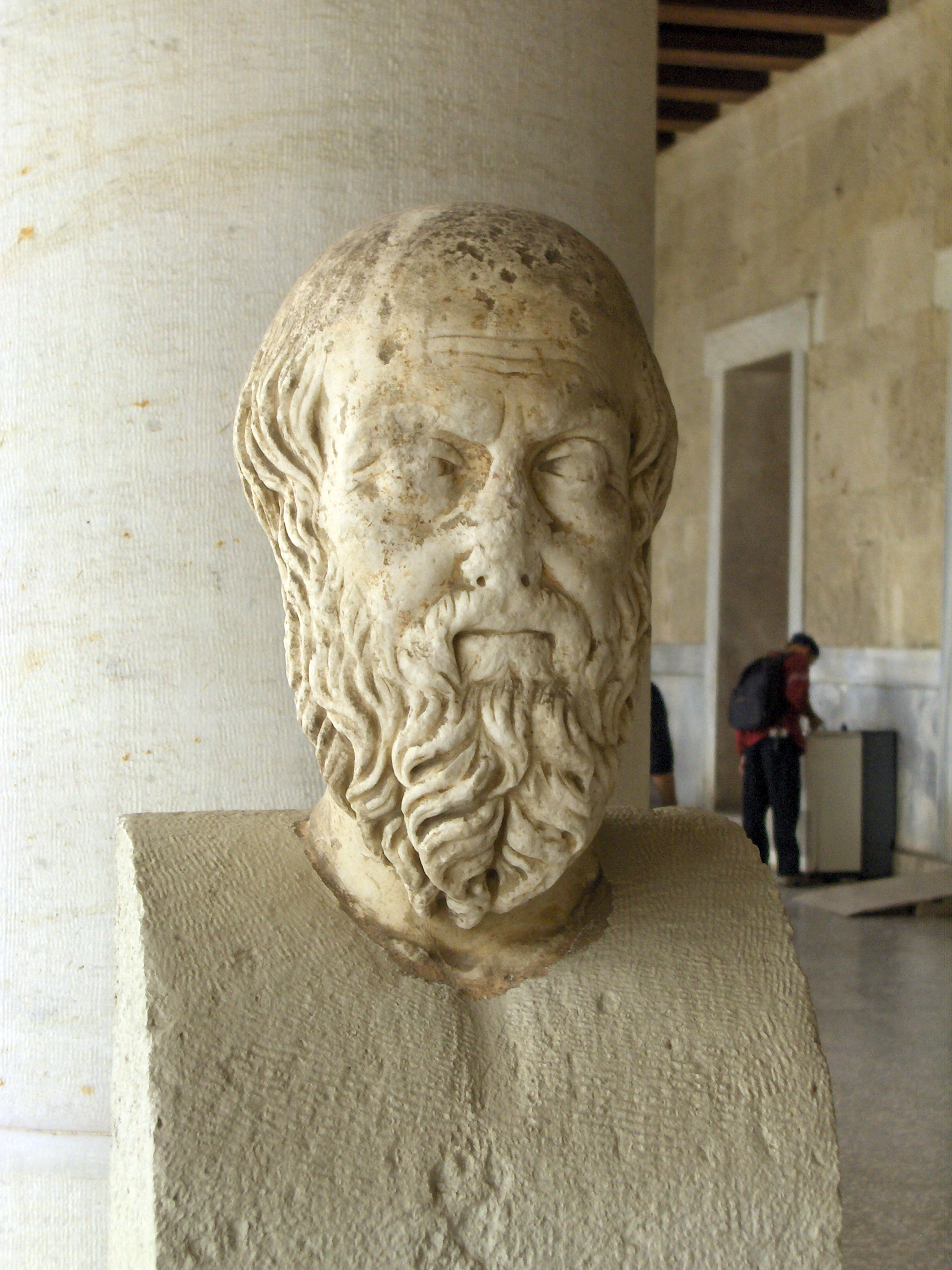
Busto de Heródoto. Museo del Ágora de Atenas.

## Un icono de la cultura occidental
La batalla de las Termópilas se convirtió en un icono de la cultura occidental desde poco después de que tuviese lugar. Este icono cultural aparece en incontables ejemplos de adagios, poesía, canciones, literatura y, más recientemente, películas, televisión y videojuegos. Además, una vertiente más seria ha sido su uso didáctico: La batalla aparece en muchos libros y artículos sobre temas militares.
Además, ese icono se ha extendido no sólo a la propia batalla, sino a la visión idealizada de los espartanos que ha sobrevivido históricamente. Antes de la batalla, los griegos recordaban a los dorios, una distinción étnica a la que pertenecían los espartanos, como los conquistadores del Peloponeso. Tras la batalla, la cultura espartana se convertiría en un objeto de inspiración y de emulación.
Más recientemente, durante la Segunda Guerra Mundial la propaganda nazi, a través de la revista Signal, comparó la Batalla de Stalingrado con lo sucedido en las Termópilas, un intento heroico de los occidentales por detener a las hordas bárbaras. También los nazis llamaron «escuadrilla Leónidas» a los pilotos suicidas que se lanzaban contra los puentes para detener el avance soviético en 1945.
La batalla de las Termópilas es rememorada en el himno nacional de Colombia, en una clara analogía entre los guerreros griegos y los soldados que participaron en las batallas por la independencia. Su novena estrofa dice:

La patria así se forma, termópilas brotando;
constelación de cíclopes su noche iluminó. 
La flor estremecida, mortal el viento hallando, 
debajo los laureles seguridad buscó.
Himno nacional de Colombia

### La batalla en el cine
- El león de Esparta (The 300 spartans, 1962), dirigida por Rudolph Maté.
- Jack and the Spartans, el episodio 12 de la 2.ª temporada de Samurai Jack, es una nueva versión de la Batalla de las Termópilas, influenciada por el cómic 300 (historieta) de Frank Miller
- 300, estrenada en 2007 y dirigida por Zack Snyder, basada en el cómic homónimo mencionado más abajo.

### La batalla en el cómic
- El combate es narrado gráficamente en los n.º 10 y 42 de la revista mexicana de historietas Epopeya, del 1 de marzo de 1959 y el 1 de noviembre de 1961, titulados La retirada de los diez mil y Leónidas en las Termópilas, respectivamente.[130][131]
- En 1962, los autores argentinos Héctor Germán Oesterheld y Alberto Breccia tratan el episodio de las Termópilas en una de las entregas de su obra Mort Cinder.
- El dibujante y guionista Frank Miller creó una novela gráfica sobre la batalla titulada 300 en 1998,[132] tomando como referencias el relato de Heródoto y la película El león de Esparta, entre otras fuentes, para dar luego su visión de los hechos, mítica e idealizada, separándose deliberadamente de ellos en aspectos como las indumentarias y armas utilizadas.

### La batalla en la literatura y música
- A la batalla de las Termópilas dedica Constantino Kavafis uno de sus grandes poemas:

Termópilas
Honor a aquellos que en sus vidas custodian y defienden las Termopilas. Sin apartarse nunca del deber; justos y rectos en sus actos, no exentos de piedad y compasión; generosos cuando son ricos, y también si son pobres, modestamente generosos, cada uno según sus medios; diciendo siempre la verdad, mas sin guardar rencor a los que mienten.
Y más honor aún les es debido a quienes prevén (y muchos prevén) que Efialtes aparecerá y pasarán, por fin, los Persas.

- La batalla de las Termópilas es mencionada en el libro La caída de Reach, del autor Eric Nylun, de la saga literaria «Halo», del nombre del mismo juego Halo (Halo (serie)) propiedad de Bungie Studios, que traducido se lee:

Un paisaje holográfico apareció en el aula. Los niños caminaron alrededor de las montañas y colinas en miniatura y dejaron que la ilusión de la orilla del mar tocara sus botas. Soldados del tamaño de juguetes marcharon hacia lo que Déjà les explicaba era Termopilas, una franja de tierra entre las montañas y el mar. Miles de soldados marcharon hacia los trescientos que vigilaban el paso. Los soldados pelearon: lanzas y escudos se astillaban, espadas destellaban y salpicaban sangre.

John no podía quitar los ojos del espectáculo.

Déjà les explico que los trescientos eran Espartanos y que ellos eran los mejores soldados que alguna vez habían vivido. Los habían entrenado para pelear desde que eran niños. Nadie podía vencerlos.

John miró, fascinado, mientras los Espartanos holográficos masacraban a los lanceros Persas.

- En la canción titulada «40:1» de la banda sueca Sabaton sin embargo, el título junto con la letra de la canción deja claro que compara las fuerzas polacas con la de los legendarios 300 guerreros espartanos en la batalla de las Termópilas. También en 2016, la banda lanza el tema de nombre «Sparta», primer sencillo del álbum «The Last Stand» en la que hacen referencia a la Batalla de las Termópilas.
- La batalla de Wizna es conocida como la batalla de las Termópilas polaca ya que una pequeña fuerza de este país resistió durante tres días en una pequeña área fortificada ante un ejército alemán numéricamente muy superior antes de ser aniquilada.
- El sitio de Castelnuovo es también conocida como la batalla de las Termópilas moderna española. por la gran diferencia numérica entre el ya cansado ejército de élite conocido como los Tercios españoles de menos de 5000 hombres contra el ejército imperial otomano de 50 000 hombres.